# Saint-Genouph
Saint-Genouph é uma comuna francesa na região administrativa do Centro, no departamento Indre-et-Loire. Estende-se por uma área de 4,74 km². Em 2010 a comuna tinha 1 064 habitantes (densidade: 224,5 hab./km²).